# Amietia amieti
Amietia amieti е вид земноводно от семейство Pyxicephalidae.

## Разпространение
Видът е разпространен в Демократична република Конго.